# 生放送
生放送（なまほうそう）とは、放送のうち、放送番組素材を事前に録音・録画（=収録）することなく、その放送時刻においてスタジオや中継現場等から同時間的に番組を送ること。
狭義の放送ではないインターネット配信（インターネットラジオなど）での番組コンテンツ配信においても用いられることがある（ニコニコ生放送など）が、これは「生配信」「ライブストリーミング」などと区別して呼ぶ場合がある。

## 概要
生放送は、テレビ、ラジオいずれにおいても行われる。
生放送主体で行われる番組の種別には主に、情報の速報性・正確性が求められるニュースや天気予報、スポーツ中継などがある。バラエティ番組でも、重大発表や視聴者投票が行われる際、当該回や一部パートで生放送を行うことがある。
スタジオ以外の場所からの中継放送による生放送の場合、「生中継」（なまちゅうけい）と呼ばれる場合もある。
遅延送出システムの使用によって数秒ないし数分遅れで番組を送る、擬似的な生放送形式がある。
ほぼ無編集で事前に収録したものを放送する形態は「撮って出し」と呼ばれ、生放送とは区別される。また、以下の場合において、生放送番組の同録をあらかじめ行い、それを別の時刻に放送する場合があり、「録画放送」・「録画中継」と区別されて呼ばれる。
- クロスネット局など、編成の都合で遅れネットとなる地域が発生する場合
- アンコール放送、ダイジェスト放送を想定している場合
- スポーツ中継等のニアライブを行なう場合

上のような撮って出し形式の場合、番組内で生放送である旨の告知がない限り、一般の視聴者・聴取者が生放送と録画放送とを見分けることは極めて困難であるが、災害等の突発的なアクシデント（視聴者の自宅が地震で揺れているのに、画面中の地元局のスタジオは揺れていない、など）や、速報の字幕スーパーに対するリアクションの有無によってそれとわかる場合がある。
自動放送システム（コンピュータへの入力や、パケット通信などでの蓄積・交換データに基づいて画像・アナウンスなどを送出する）による天気予報番組など、情報表示のみの出演者のいない番組も、システムの稼働が同時間的である場合は、生放送番組の範疇である。

### 生放送に伴うデメリット・リスク
生放送には少なからぬデメリットが付きまとう。
代表的なこととしては、その特性上、不測の事態によるアクシデントやトラブル（放送事故）が起きるリスクが常時つきまとう一面がまず挙げられる。
また、想定されない突発的な事態や機器の操作ミスから放送してはならないような映像・音声が流れてしまったり、あるいは出演者・スタッフの言動がそのまま流れることから、本来は放送で流すことは相応しくない不用意・不謹慎・不穏当・破廉恥な内容が膨大な数の視聴者・聴取者に伝わることで、時に番組や出演者のイメージに瑕疵がついてしまう危険もある。2004年には、NFLの決勝戦スーパーボウルのハーフタイムショーにおいて、ジャネット・ジャクソンが共演者に胸部を露出させられるアクシデントが起こされた。
芸能界においても、所属タレントの不用意・軽率な発言・行動によるタレントイメージの瑕疵の発生も、生放送ならば止め様がないが、対して収録番組には放送前に事前にチェックし編集で防止できるというリスクマネジメント上のメリットがあり、現在では生放送番組へのタレント出演に消極的な芸能事務所は多い。また、タレントの性格や言動、販売戦略などの要素も絡んで生放送禁止というスタンスを取る、あるいは特定のタレントとの共演は事前収録の番組のみOKという条件を付ける芸能事務所やタレントも見られる。
生放送には不特定多数に向けて事実上編集されることなく即時発信されている性質がある。そのため、何らかの政治的目的を持つ者や環境保護・文化財保護・歴史的建造物保存運動などの各種活動家が、自己宣伝や自身・所属組織の主張を無理矢理に世間に向けて発信しようとしたり、あるいは自己に都合の悪い内容の放送を妨害する意図を持ち、故意に生放送の現場への乱入を試みることがあり、放送が妨害されたり、さらには生中継が中断あるいは急遽の放送中止に追い込まれるなどといった、業務妨害行為が発生する場合がある。
同様に部外者であるいわゆる野次馬も、生中継ではトラブルやアクシデントの原因になることもある。特にテレビの場合、社会的な注目度の高い事件や事故の現場、所轄警察署などの付近からの生中継では、そこに集まった多数の野次馬が面白半分に中継映像への「映り込み」を狙った行動を繰り広げたり、さらにはそもそも「映り込み」による自己顕示を目的に遠方から事件現場や中継現場に赴く者までもが現れ、それらの人数自体が迷惑となる形で中継現場が混乱状態となり、生中継が不可能という事態に陥ったケースは少なくない。かつて、報道番組やワイドショーなどの中継で一般市民への街頭インタビューが生放送で数多く行われていた時代には、地元住民や通りすがりを装って街頭インタビューを受けてテレビ画面に映されることを目的とした者や、街頭インタビューに応じた謝礼としてスタッフから貰えることがある放送局のノベルティグッズの収集を目的としてマスコミを追い掛ける者が現れ、事件の現場周辺や、いわゆる“定点ポイント”の中継地点 などに赴いては、マスコミ取材陣の周りをうろつき回るなどということも起きていた。
一方、ラジオ（特に中波ラジオ）では、帯番組として放送される情報・報道番組やスポーツ中継などが多いことから、必然的に生放送が多くなる。NHKラジオ第1放送では、92%が生放送と発表している。トーク番組や音楽番組等の生放送が必須でない内容でも生放送で制作されることが多く、その様な番組でもEメールなどを介した視聴者とのリアルタイムなやり取りが積極的に行われることがラジオ番組の特徴とも言える。
アメリカ合衆国バージニア州では、生放送中にインタビューを行っていたリポーターとカメラマンが射殺されたことがある（バージニア・テレビクルー射殺事件）。
番組放送のライブ感を保ちつつも中継の映像・音声の送出を数秒から5分程度遅らせる「遅延送出システム」という技術が実用化されている。これは本来は生放送の番組制作用における効果用機器としての使用が意図されたものであるが、その機能上、生放送での突発的事態への発生を前提とした対策の1つとしても有効であり、米国・英国・日本などの放送技術先進国はもとより宗教戒律上の都合や政治的事情を抱える国の放送業界などでも幅広く導入されている。

## 日本における生放送

### 歴史
ラジオ放送における生放送は、1927年（昭和2年）8月13日、甲子園球場で行われた第13回全国中等学校優勝野球大会（現在の夏の甲子園）が嚆矢となった。当時の放送は検閲制度があり、事前の台本チェックができない生放送に対応するため、不適切な言葉が飛び出した瞬間に放送を中断できるよう電波遮断機を持った係官が同席して放送が行われた。
NHKがテレビの本放送を開始した1953年（昭和28年）2月1日である。
屋外からの実況中継は同年3月30日、欧州、米国に向けて出発する皇太子の様子を横浜港から生放送したものである。
放送が開始された当初はVTR機材/録画用メディアが存在しない、または非常に高価で収録用機材の運用コストも高かったため、音楽番組はもとよりドラマや演劇などでさえ生放送がごく当然であり、出演者は突発的な事象に対応できるよう、絶えず緊張を強いられていた。その後、録音・録画技術が進歩し編集が可能となると、送り手にとってリスクの高い生放送は、生放送でなければ得られない効果（いわゆるライブ感）を求めたり生放送特有の緊張感が敢えて必要な場合に限定されるようになった。実際、英語ではLIVEと言う。
生放送は1980年代以降、減少傾向にある。背景には録音・録画に必要な機材や技術の進歩、テープの低価格化の他に、1回で2-3本を収録した方が効率が良いというのが有力である。放送局にとって、出演者をキャスティングする場合にはスケジュール調整がしやすいことや、出演者が急に出演できなくなるなどの突然のトラブルに対応しやすい、などの事情がある。一方、キャスティングされる芸能事務所側にとっても、生放送より収録を多くした方がより多くの仕事を得られ、利益を上げやすい上、スケジュール面での余裕にも繋がる。そのため、放送局・芸能事務所双方にとってプラスになるという利点が大きい。また収録に参加する番組スタッフにとっても、突発的なアクシデントが画面を通じて世間に流れる事態を想定して常に緊張を強いられる生放送は精神的な負担が大きく、編集が可能な収録番組の方がリスクが少ないということがある。
また、生放送を主体としながらも、生放送開始前もしくは生放送終了後に次回放送分を収録する（これも事実上の2本撮りとなる）ケースもある（『スーパーJOCKEY』など）。これについては、出演者やスタッフのスケジュールの都合や、制作費の節約（2本撮りすることで生放送1回分の経費を軽減できる）という観点から行われるケースがほとんどである。
1990年代以降、各種編集機器の電子制御の高機能化が進むに連れて、毎週生放送という触れ込みでスタートした筈の番組がわずか数回で収録放送に変更されてしまうケースが増えた。例としては、日本テレビ系列『ミンナのテレビ』、フジテレビ系列『とくダネ!発 GO-ガイ!』などがある。低視聴率や多忙な出演者のスケジュールの調整がままならない番組で多く見られる。
NHKでは、祝日は極力生番組を減らすことが多い（重大ニュース発生時はこの限りではない）。鈴木祐司は「『働き方改革』が喧しい昨今、（NHKが）通常の生番組をこれから祝日に敢行するのは難しいでしょう。民放は下請けが大半を担っているからこそ･･･。でも、『働き方改革』の波は民放にも押し寄せています。見直すかも知れません」と述べている。
同じくNHKでは、CMが存在しない性質上、番組切り替えの際に後座番組が生放送の場合、その冒頭で出演者が前座番組に対する表情を浮かべたり、感想を述べるなどの演出を行うケースがある。民放でもステブレ（CMなし）で番組切り替えを行う場合、同様の演出を行うことがある。また、生放送番組が連続する場合、両番組の出演者同士でクロストークを行うなどの演出をするケースも見られる。その他、生放送番組のエンディングで後座番組の宣伝を行うケースもある。
一方、民放ではインターネット配信の普及に対抗するため、リスクを背負いながらもあえて生放送をする例が増加している。

### 報道番組（ニュース・天気予報）

#### NHK
- NHKニュース
- NHKニュースおはよう日本
- 列島ニュース
- NHKニュース7
- NHK手話ニュース
- ニュースウオッチ9・サタデーウオッチ9

##### NHK BS1
- BSニュース

#### 日本テレビ系列
- NNNニュース
- NNNストレイトニュース
- Oha!4 NEWS LIVE
- news every.
- news zero
- NNNニュースサンデー
- 真相報道 バンキシャ!

##### BS日テレほか
- 深層NEWS（BS日テレでは生放送・日テレNEWS24ではディレイ放送）
- 日テレNEWS24

#### テレビ朝日系列
- ANNニュース
- 朝まで生テレビ!（月1回。事前収録の場合もあり）
- スーパーJチャンネル
- 報道ステーション・サタデーステーション
- 有働Times

##### BS朝日
- News Access（お昼のNews Access、News Access 730・一部時間帯は「テレ朝チャンネル」とのサイマル放送。）
- BS朝日 日曜スクープ

#### TBS系列
- JNNニュース
- Nスタ
- JNNフラッシュニュース
- news23
- 報道特集

##### BS-TBSほか
- TBSニュースバード
- 報道1930

#### テレビ東京系列
- TXNニュース
- ニュースモーニングサテライト
- 昼サテ
- ゆうがたサテライト
- ワールドビジネスサテライト

#### フジテレビ系列
- FNNニュース
- FNN Live News days
- Live News イット!
- FNN Live News α
- 日曜報道 THE PRIME

##### BSフジ
- プライムオンラインTODAY
- BSフジLIVE プライムニュース
- 週刊プライムオンラインS

### ワイドショー・情報番組

#### NHK
- あさイチ
- スタジオパークからこんにちは
- 土曜スタジオパーク
- ニュースLIVE! ゆう5時・ニュース きん5時

#### 日本テレビ系列
- ZIP!
- DayDay.[注釈 4]
- シューイチ

##### 読売テレビ
- 朝生ワイド す・またん!
- 情報ライブ ミヤネ屋
- かんさい情報ネット ten.
- サタデーLIVE ニュース ジグザグ
- あさパラS

##### 中京テレビ
- キャッチ!
- 前略、大徳さん

#### テレビ朝日系列
- グッド!モーニング
- 羽鳥慎一モーニングショー
- 大下容子ワイド!スクランブル

##### 朝日放送
- おはよう朝日です
- おはようコールABC
- 朝だ!生です旅サラダ

##### メ〜テレ
- ドデスカ!
- アップ!

##### BS朝日
- ふるさとバンザイ!（月1回、テレビ朝日系列の系列各局との共同制作）

#### TBS系列
- THE TIME,（THE TIME'）
- ラヴィット!
- ひるおび!
- まるっと!サタデー
- 王様のブランチ
- 情報7days ニュースキャスター
- サンデーモーニング
- サンデージャポン

##### 毎日放送
- サタデープラス
- せやねん!
- よんチャンTV

##### CBCテレビ
- ゴゴスマ -GO GO!Smile!-
- チャント!
- なるほどプレゼンター!花咲かタイムズ

#### テレビ東京系列
- ものスタ
- なないろ日和!（BSテレ東での金曜・日曜の放送は再放送。）
- 7スタLIVE
- よじごじDays

##### BSテレ東
- NIKKEI×BS LIVE 7PM

#### フジテレビ系列
- めざましテレビ・めざましどようび
- めざまし8
- ノンストップ!
- Mr.サンデー（フジテレビ・関西テレビ共同制作）

##### 関西テレビ
- ごきげんライフスタイル よ〜いドン!
- 旬感LIVE とれたてっ!
- 土曜はナニする!?
- 報道ランナー

##### 東海テレビ
- スイッチ!
- タイチサン!

#### 独立局
- 堀潤モーニングFLAG（TOKYO MX）
- 5時に夢中!（TOKYO MX）
- NEWSとちぎの朝（とちぎテレビ）
- マチコミ（テレビ埼玉）
- ちば朝ライブ モーニングこんぱす（千葉テレビ）
- 猫のひたいほどワイド（テレビ神奈川）

#### BS・CSほか
- キクテレミルラジ265（BSよしもと・初回放送のみ）

### スポーツ番組

#### NHK
- サンデースポーツ

#### 日本テレビ系列
- Going!Sports&News

#### テレビ朝日系列
- GET SPORTS

#### TBS系列
- S☆1

#### テレビ東京系列
- みんなのスポーツ

#### フジテレビ系列
- すぽると!

#### BS・CSほか
- プロ野球ニュース（フジテレビONE・試合開催日の23時放送分とオフシーズンの月曜23時放送分およびスペシャル版のみ生放送）

### スポーツ中継
- 大相撲
- プロレス・総合格闘技
- オリンピック中継
  - 夏季オリンピック競技 - 一部録画あり。
  - 冬季オリンピック競技 - 一部録画あり。
- サッカー
- ゴルフ - 国内ツアーのほとんどは録画中継。BS1のPGAツアー、およびTBS全米プロゴルフ選手権は（体裁は生中継としているが）ディレイ中継。テレビ朝日の全米オープン、全英オープン、TBSのマスターズは生中継（一部録画中継）。
- 水泳
- 公営競技
  - レースガイド
  - オートレース
  - 競艇
  - 競馬[注釈 5]
  - 競輪
- 陸上競技
  - マラソン[注釈 6]
  - 駅伝[注釈 7]
  - 世界陸上
- 野球
  - 高校野球[注釈 8]
  - プロ野球（一部のCSチャンネルでは、リピート放送を行っている。）
  - 巨人練習中 直生（CS放送日テレジータス、東京ドームで試合が行われる前の練習の様子を生中継、月2 - 3回放送）
  - ジャイアンツ プレ&ポストゲームショー（「先出しポストゲームショー」のみリピート放送を行う場合があり、「ポストゲームショー」は休止される場合がある。なお、新型コロナウイルス感染拡大の影響で、「ポストゲームショー」(先出し含む)は、2020年から休止状態。）
  - プロ野球ドラフト会議
  - メジャーリーグ
- ワールドカップ中継
  - バレーボールワールドカップ - 一部ディレイ中継あり。
  - サッカー・ワールドカップ
  - ワールド・ベースボール・クラシック
  - ラグビー・ワールドカップ - 一部ディレイ中継あり。
- 世界バレー2010 日本×ペルー（照明トラブルで試合が予定時間より遅れたため、2010年10月30日）
- プロボクシング - 世界タイトルマッチは大半が生中継だが、ダブル・トリプル世界戦はディレイ中継となる場合もある。
- F1 - ただし、日本グランプリ は競馬中継の関係上、ディレイ中継が基本であった。

### 芸能・娯楽番組

#### バラエティ・音楽番組
- アッコにおまかせ! （TBS系列） - 但し、総合司会である和田アキ子等がディナーショー等の関係で収録等になることがある。
- ヒルナンデス!（日本テレビ系列）
- 天才てれびくん（NHKEテレ、木曜のみ）
- ぽかぽか（フジテレビ系列）
- おはスタ（テレビ東京系列） - 但し、毎年春休み（毎年3月中旬~4月上旬）、夏休み（毎年7月中旬〜8月末）、年末年始（毎年12月中旬~翌年1月上旬）等の期間中はロケ・VTR等に収録したものを放送する。
- うたコン（NHK総合）
- NHKのど自慢
- ミュージックステーション（テレビ朝日系列）
- THEわれめDEポン（フジテレビONE・毎年8月の24時間SP及び「極雀DEポン」も含む初回放送のみ生放送。）
- 実話怪談倶楽部（フジテレビONE・「The LIVE」として放送される初回放送のみ。）
- CDTVライブ!ライブ! (TBS系列）
- ゴリパラ見聞録（テレビ西日本・大晦日深夜(暦日上は元日未明)の「Happy New Year生放送SP」[9]のみ。フジテレビONEでは、ディレイ又は後日ネット。）
- OCHA NORMAの お茶の間さまの言うとおり（BSJapanext・年に4・5回特番）
- 囲碁・将棋チャンネルで放送されるタイトル戦（竜王戦・王将戦や女流王将戦など）中継（ただし、一部タイトル戦は一部時間のみ）

#### その他
- いいすぽ!（フジテレビONE）

#### 半期に一度放送される特別番組
- オールスター感謝祭（TBS系列） - 毎年3月第3~最終or4月第1~最終土曜日、毎年9月第3~最終or10月第1~最終土曜日に放送。
  - オールスター後夜祭（同上）
- 生放送で満点出せるか100点カラオケ音楽祭（同上）

#### 年に一度放送される特別番組
- NHK紅白歌合戦（NHK総合）
- 24時間テレビ 「愛は地球を救う」（日本テレビ系列）
  - 24時間テレビチャリティーマラソンの裏側（日本テレビ系列） - 24時間テレビの翌日21:00から放送。[注釈 9]
  - ただし、TOS・UMK・OTVでは、一部パートは時差もしくは後日ネット。
- FNS歌謡祭（フジテレビ系列）
- 明石家サンタの史上最大のクリスマスプレゼントショー20OO年（OOには放送年が入る）（フジテレビ系列）
- 日テレ系音楽の祭典 ベストアーティスト（日本テレビ系列）
- FNS27時間テレビ（フジテレビ系列） - 2017年、2018年は一部を除き事前収録で放送。
- キングオブコント（TBS系列）
- AKB48選抜総選挙（フジテレビ系列） - 2012年から独立特番として生放送。
  - ただし、TOSは当日深夜に録画時差ネット。
- R-1ぐらんぷり（関西テレビ制作・フジテレビ系列） - 2008年から生放送。
- ジャニーズカウントダウンライブ（フジテレビ系列）
- 輝く!日本レコード大賞（TBS系列）
- 年忘れにっぽんの歌（テレビ東京系列）
- クラシック・ハイライト（NHK教育）
- 2355-0655年越しスペシャル（NHK教育）
- 初詣!爆笑ヒットパレード（フジテレビ系列）
- 日本ゴールドディスク大賞（NHK BSプレミアム・WOWOWライブ） - NHK総合で放送の時は編集した録画版となる。
- ベストヒット歌謡祭（読売テレビ制作・日本テレビ系列） - 2005年から2007年までは録画。
- ミュージックステーションスーパーライブ（テレビ朝日系列）
- クリスマス音楽祭（TBS系列）
- CDTVスペシャル 年越しプレミアライブ（TBS系列）
- ユーロビジョン・ソング・コンテスト（ユーロビジョン加盟局）
- 歌会始（NHK総合）
- 広島平和記念式典（NHK総合、中国放送、広島テレビ、広島ホームテレビ、テレビ新広島） - NHK以外は広島ローカル（広島テレビについては全国ネットになる場合がある。また、中国放送と広島テレビについては、所属するニュースネットワーク系のCSニュースチャンネルでもサイマル放送が行われる。）
- 長崎原爆犠牲者慰霊平和祈念式典（NHK総合、長崎放送、テレビ長崎、長崎文化放送、長崎国際テレビ） - NHK以外は長崎ローカル（長崎放送については全国ネットになる場合がある。また、広島と同様に、長崎放送と長崎国際テレビについては、所属するニュースネットワーク系のCSニュースチャンネルでもサイマル放送[注釈 10]が行われる。）
- 全国戦没者追悼式（NHK総合・NHK BS（旧BS1）〈2014年から〉[注釈 11]）
- ABCお笑い新人グランプリ（ABC） - 関西ローカル。
- 卒業ソング音楽祭（TBS系列）
- 音楽の日（TBS系列）
- FNSうたの夏まつり（フジテレビ系列）
- THE MUSIC DAY（日本テレビ系列）
- ミュージックステーションウルトラFES（テレビ朝日系列）
- M-1グランプリ（ABC製作、テレビ朝日系列・2011年～2014年は大会自体非開催。）
- BSフジ11時間テレビ（BSフジ）

#### その他
通常収録番組の特別生放送されたものも含む。
- 駅前物語（青森放送、1992年5月8日、「金曜ワイドあおもり」内。通常は事前収録だが、この日で「駅前物語」が100回を迎えた為、これを記念してこの日のみコーナー全編生中継を行った。）
- NHK杯テレビ囲碁トーナメント（NHK教育）
- とくダネ!発 GO-ガイ!（フジテレビ系列）
- ムハハnoたかじん（関西テレビ） - 2005年1月より一時期のみ生放送されていた（現在は録画放送）。
- 世界の絶景100選（フジテレビ系列）
  - 第6弾 生でNO.1絶景を大決定!豪華芸能人大集合SP（2006年3月30日）
  - 第12弾 ついに決定!死ぬまでに見たい100の絶景と地球一絶景大発表SP（2009年2月20日）
- 太田光の私が総理大臣になったら…秘書田中。（日本テレビ系列） - 番組終盤で、マニフェストの視聴者投票結果とFAXの紹介のコーナー。
- 田舎に泊まろう!（テレビ東京系、2009年1月4日3時間スペシャルほか）
- ためしてガッテン（NHK総合、2009年2月4日） - インフルエンザ特集。
- 学べる!!ニュースショー!（テレビ朝日系、2009年2月17日） - 劇団ひとり入籍による緊急生放送。
- しゃべくり007（日本テレビ、2009年1月26日） - 生放送スペシャル。また、2009年から「24時間テレビ」で深夜に放送されるスペシャル版も生放送。
- ひみつのアラシちゃん（TBS系列、2009年3月17日）予定を変更して、緊急WBCSPを放送。
- ダウンタウンDX（読売テレビ制作・日本テレビ系列） - 2009年から毎年沖縄国際映画祭開催時期に沖縄のスタジオから生放送する。
  - 2009年3月18日 超DXスター根こそぎ大暴露衝撃の沖縄生放送SP
  - 2010年3月25日 超DXスター(秘)私生活&恥部根こそぎ大放出!!沖縄生放送めんそ〜れSP
  - 2011年3月24日 超DX沖縄から笑いと元気を贈る2時間生放送SP
  - 2012年3月29日 超DX in OKINAWA 今年もナマ放送で本音丸出しSP
- ぐるぐるナインティナイン（日本テレビ、2009年3月19日）オープニングと1分間の告知キンレースのコーナーを沖縄から生中継。
  - グルメチキンレース・ゴチになります!最終戦（結果発表の部分のみ、2017年の18以降）
- 真夏のJNN祭り 「壁を壊そう!炎の240時間マラソン」（TBS系列、2009年8月22日）山本高広のマラソンゴールの様子を完全生中継。
- クイズ!ドリーム学園（日本テレビ、2009年9月2日）宝くじの日に、宝くじに関するクイズを出題する番組。
- ふれあい夢列島☆宝くじ☆シアワセ発見ジャーニー（日本テレビ、2010年9月2日）宝くじの日の特別番組。
- 魔女たちの22時（日本テレビ）
  - 後半部分で、緊急生放送はるな愛世界一に密着を放送（2009年11月3日）
  - 後半部分で、緊急生放送!24時間テレビマラソンランナーを発表（2010年6月8日）
- うたばん（とくばん）（TBS系）
  - 2009年10月20日 大日本名曲歌謡史昭和と平成のベスト50 大発表とくばんSP!
  - 2010年3月23日 無期限活動休止3時間SP
- お茶の水ハカセ（TBS系、2010年6月29日）予定を変更して、ワールドカップパラグアイ戦直前緊急生放送を実施。
- 真相報道 バンキシャ!（日本テレビ系、2010年10月3日）羽田空港国際化スペシャル（羽田空港新国際線ターミナルから中継、一部施設は事前録画の映像を放送）
- 行列のできる法律相談所（日本テレビ系）
  - 24時間テレビ 「愛は地球を救う」チャリティーマラソンランナー発表SP回（2016年・2017年除く[注釈 12]）。
  - 『24時間テレビ』終了直後の放送回。
  - 暴行事件により活動を自粛した島田紳助の復帰回等。
- 爆生レッドカーペット（フジテレビ系、2012年2月18日・4月14日・5月26日・7月28日・10月13日）
- ゲームセンターCX 生挑戦スペシャル（フジテレビONE、2007年12月24日〜12月25日・2009年4月12日・8月29日〜8月30日・2012年2月24日〜2月25日・2013年7月18日・7月19日・2015年12月12日）。また、2020年6月21日は、番組300回記念として、「ゲームセンターCX300」として、18時から300分（5時間）の生放送を行ったほか、2025年6月13日は、番組400回記念として、「ゲームセンターCX400」として、24時から400分（6時間40分）の生放送を行う[10]。
- 池上彰のニュースそうだったのか!!2時間スペシャル（テレビ朝日系、2018年4月14日） - 当初は全編収録したものを放送する予定だったが、日本時間同日10時に、アメリカがシリアへの武力攻撃を決定したことから、番組後半を『緊急生放送』に切り替えた。また、これ以外でも、生放送を行う場合がある（2018年6月9日放送分や2020年4月18日放送分等）。
- 帰れマンデー見っけ隊!!中居正広の号外スクープ狙います!合体3時間スペシャル（テレビ朝日系、2018年9月10日） - 当初は全編収録したものを放送する予定だったが、同月9日（日本時間）に行われた「全米オープンテニス」（テニスの世界4大大会の1つ）で、大坂なおみ選手が日本人としては史上初の優勝を飾ったことから、後半の中居正広の号外スクープ狙います!部分を緊急生放送に切り替えた。
- ワイドナショー（フジテレビ系、2019年7月21日） - 通常は事前収録だが、吉本芸人による闇営業問題で、前日に行われた宮迫博之と田村亮の緊急記者会見を受け、緊急生放送に切り替えた[11]。
- 世界の果てまでイッテQ!（日本テレビ系、2019年11月24日） - 当初は事前収録したのを放送する予定だった[12]が、番組出演者であるイモトアヤコと同番組ディレクターとの結婚発表を行うため、緊急生放送に切り替えた[13]。
- VS嵐 （フジテレビ系、2020年12月24日）- VS嵐のコーナーの「BABA嵐」と特別企画「台場で相葉が泣いちゃったSP」のロケ部分のみ事前収録で、台場で相葉が泣いちゃったSPを見届けるところと、最終対決を生放送で行った。
- 嵐にしやがれ （日本テレビ系、2020年12月26日）- 嵐にしやがれのコーナーの「デスマッチ」、「隠れ家ARASHI」、特別企画「嵐5人旅」のロケ部分のみ事前収録で、「This is MJ」と、「嵐Live」を生放送で行った。
- VS魂 （フジテレビ系、2021年1月3日）-レギュラー発表とゲーム対決を生放送で行い、特別企画「DAMASHI魂」のみ事前収録で行った。
- 日曜美術館（NHK Eテレ、2021年4月11日） - この日放送分は、『生中継! "鳥獣戯画展"スペシャル内覧会』として、上野の東京国立博物館から生中継を行った。

### その他の分野

#### テレビショッピング
番組によっては一部、生放送のものもある。
- ショップチャンネル - 24時間ショッピング専門チャンネル。スカパー!などで放送。
- QVC - 同上。
- ジャパネットたかた - 時々、長崎国際テレビ[要出典]経由で独立局などで生放送される。また、週末や祝日などに、一部のニュースネットワーク系列局でも生放送される。

### ドラマ
1950年代 - 1960年代初頭までは、大抵のテレビドラマは生放送されていた。それ以降、即ちVTR導入以後はロケーションなど、大半が事前収録されるようになったが、ドラマ中にあえて生放送を行ったケースがいくつかある。なお、生放送のドラマでも再放送が行えるように、VTRによる同時録画も行われる。
- どたんば（NHK総合テレビ） - 1956年11月10日放送。三國連太郎のテレビ初出演作品でもあった。
- 部長刑事（ABC） - 放送開始から7年間は生放送であった（1958年9月 - 1965年頃）。
- 東芝日曜劇場（TBS系列、単発ドラマ枠時代） - 1956年の放送開始から1960年代初頭にかけては、ほぼ毎週生放送であった。
- 私は貝になりたい（KRT、現：TBS） - 1958年10月31日放送。軍事裁判開廷からの後半66分が生放送。なお、主人公の清水豊松（フランキー堺）がMPに連行されるまでの前半34分は、5日前にVTRで収録。 ※『徹子の部屋』における生前のフランキーの証言による。
- ムー、ムー一族（TBS系列） - 月1回のペースで生放送が行われた。そのため、プロ野球の結果が入ったり、当時TBSのプロ野球解説者だった牧野茂などが飛び入り出演したりしていた。また、TBSラジオの生放送番組『生島ヒロシの夜はともだち』のスタジオからや、出演者である郷ひろみのコンサートツアー先の地方都市からの中継を交えた生放送も行われた。
- ミセスとぼくとセニョールと!（毎日放送制作・TBS系列） - 第7話（1980年10月29日）、第9話（1980年11月12日）、第13話（1980年12月17日）、第15話（1980年12月24日）、第18話（1981年1月21日）、第19話（1981年1月28日）で生放送を実施。
- ロックシンガーは闇に沈む（NHK総合テレビ） - 1985年秋に放送。岸本加世子、田原俊彦、刀根麻理子らが出演。
- たった独りのあなたのために（日本テレビ系列） - 1985年12月24日に『火曜サスペンス劇場』で放送。全編生放送。歌番組の生放送直前に、新人歌手への脅迫電話がかかるという内容[14]。
- お坊っチャマにはわかるまい!（TBS系列） - 第6話（1986年5月20日放送）。生放送で『忠臣蔵』を演じるというものであった。
- 新・熱中時代宣言（日本テレビ系列） - 第16話（1986年7月19日放送）。
- アナウンサーぷっつん物語（フジテレビ系列） - 第5話（1987年5月4日放送）。全編生放送で、当時代々木で開催中だった「国際スポーツフェア」会場からの中継などが織り交ぜられていた。
- 越中おわら風の盆〜高橋治原作「風の盆恋歌」より〜（NHK-BS2） - 1989年9月3日放送。富山県婦負郡八尾町（当時）で行われた恒例の『おわら風の盆』のクライマックスの生中継を挿入。ドラマ自体は、声の表現だけで展開された。
- ザ・ワイドショー（日本テレビ系列） - 1994年1月-3月に放送。番組内のワイドショー『ラストワイド』が生放送で進行された。
- ロングバケーション（フジテレビ系列） - 最終回（1996年6月24日放送）。結婚式のシーンをロンドン（設定はボストン）から衛星中継で生放送。
- お熱いのがお好き? You like it hot?（日本テレビ系列） - 第8話（1998年8月19日放送）。全編生放送による構成。
- ムコ殿2003（フジテレビ系列）
  - 第5話（2003年5月15日放送分） - 桜庭裕一郎（長瀬智也）のスタジオ生ライブを生放送。
  - 第8話（2003年6月5日放送分）
- プリマダム（日本テレビ系列） - 最終回（2006年6月21日放送）。クライマックスのバレエ発表会のシーンを生放送。
- ママさんバレーでつかまえて（NHK総合テレビ） - 最終回（2009年12月28日放送）。全編生放送。番組内では、NHKのテレビドラマとして、半世紀ぶりの生放送と紹介された。
- 私が恋愛できない理由（フジテレビ系列） - 最終回（2011年12月19日放送）。ラストシーンなど一部が生放送。
- 恋仲（フジテレビ系列） - 最終回（2015年9月14日放送）。ラストシーンなど一部が生放送。
- ラストコップ（日本テレビ系列） - 最終回（2016年12月10日放送）。子役が登場するシーン等、一部は事前収録。また、クライマックスシーンは視聴者投票で決めるという、史上初の試みが行われた[15]。
- 孤独のグルメ（テレビ東京系列）
  - 大晦日スペシャル 〜食べ納め!瀬戸内出張編〜（2017年12月31日放送） - 大半は事前収録だが、主人公・井之頭五郎（松重豊）が大晦日の夜に帰京し、千葉県成田市の飲食店に立ち寄ってせいろ蕎麦を食べるシーンが生放送。
  - 大晦日スペシャル 〜京都・名古屋出張編〜 生放送でいただきます!（2018年12月31日放送） - 番組冒頭、大晦日の夜にビルの屋上で井之頭五郎（松重豊）が風に当たりながら柴又帝釈天を眺めるシーンと、番組最後、葛飾区柴又の飲食店で五郎が鰻重を食べるシーンが生放送。それ以外は事前収録。
  - 2020 大晦日スペシャル 〜俺の食事に密はない、孤独の花火大作戦!〜（2020年12月31日放送） - 番組最後の井之頭五郎（松重豊）が打ち上げ花火に成功し、イベント主催者とその家族や花火師とともに年越し蕎麦を食べるシーンが生放送。それ以外は事前収録。
- 銀河鉄道999 Galaxy Live Drama（BSスカパー!） - 2018年6月18日放送。90分枠のうち前半約60分で生放送ドラマを行い、その後約30分は生反省会と題したトークパートで構成された。
- ウレロ☆未開拓少女（テレビ東京系列） - 最終回（2019年12月24日放送）。全編生放送。
- 彼女はキレイだった（関西テレビ制作・フジテレビ系列） - 最終回（2021年9月14日）。一部のシーンが生放送。
- 生ドラ!東京は24時（フジテレビ） - 2022年3月31日放送。約30分のワンカットドラマを生放送で行った。

## 韓国における生放送
韓国では米国RCAと韓国資本の共同出資により民営の大韓放送が設立され、1956年5月12日に韓国初となるテレビジョン放送を行ったが録画設備を持たず生放送体制であった。大韓放送は1959年2月1日に火災が発生して焼失した後に解散となり国営に移管された。国営放送移管後も録画設備は購入できず、スタジオもニュース専用スタジオとそれ以外のスタジオが1つしかなかったため、生放送番組 - ニュース - 映画フィルム - 生放送番組という編成パターンで1日4時間30分の放送スケジュールを消化した。このテレビ放送は韓国放送公社に引き継がれたが、1966年3月に録画設備が購入されるまで生放送体制は続いた。